# Pointe du Castelli

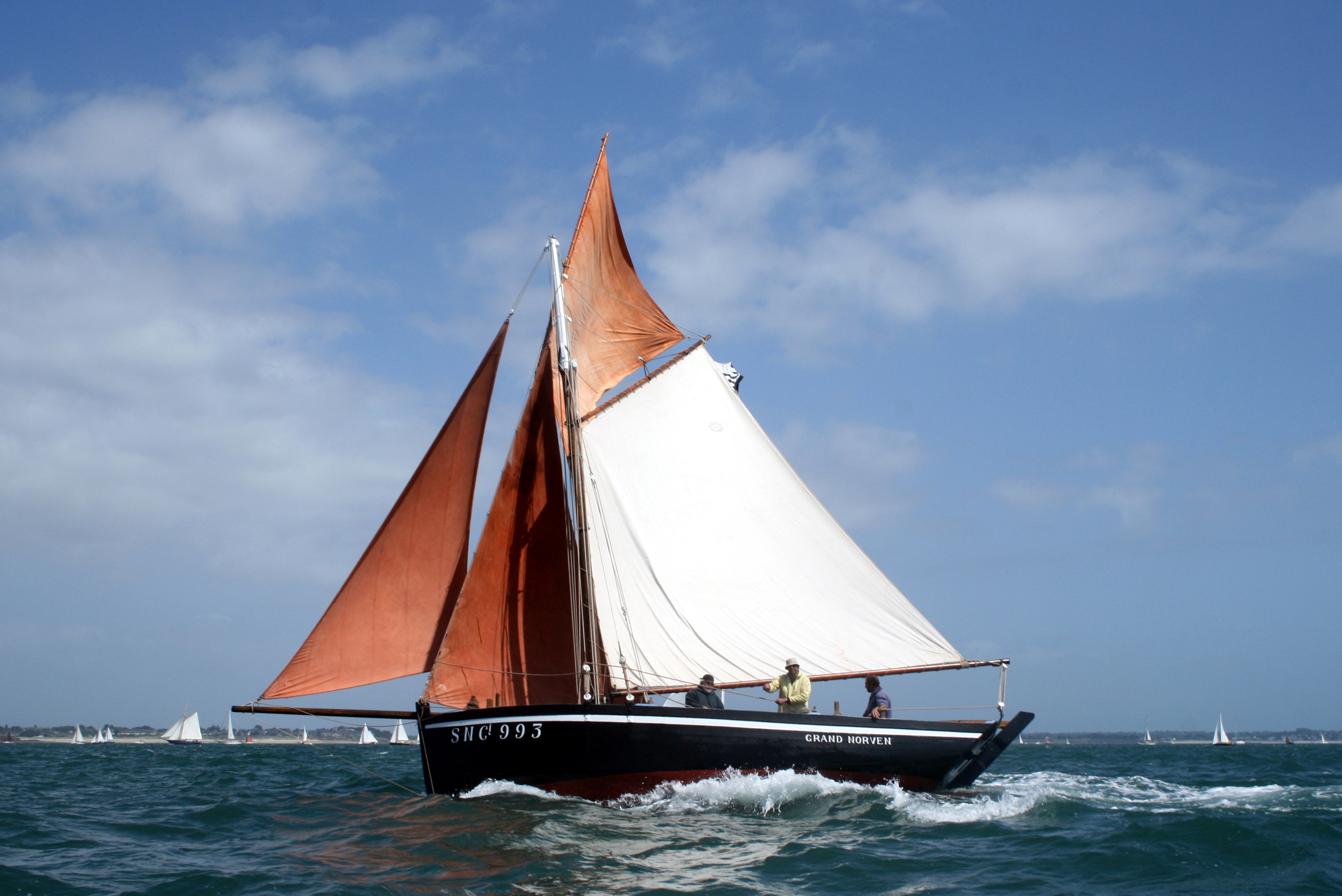
Le Grand Norven est un sardinier qui croise au large de la pointe.

La pointe du Castelli est un cap situé sur la commune de Piriac-sur-Mer, dans le département de la Loire-Atlantique. Elle est classée géosite d'intérêt majeur pour ses affleurements et une curiosité géologique, le « tombeau d'Almanzor ».

## Situation
En dehors de l'île Dumet, elle constitue l'extrémité occidentale continentale du département de la Loire-Atlantique. En raison de cette caractéristique, elle accueille le sémaphore de Piriac. Elle constitue également l'extrémité nord de la rade du Croisic, nom donné à la baie s'étendant jusqu'à la pointe du Croisic au sud en longeant Lerat, La Turballe et Pen-Bron. Les guides touristiques indiquent que la pointe offre un panorama de 300° qui permet d'observer : au sud, la pointe du Croisic ; quand le temps est très dégagé, à l'ouest, Belle-Île, Houat, Hœdic (et au large le phare des Grands Cardinaux) ; au nord-ouest, quelque temps qu'il fasse, l'île Dumet et dans son prolongement la presqu'île de Rhuys ; au nord l'estuaire de la Vilaine.

## Toponyme
La pointe du Castelli tient son nom de Castellic (1572), du breton kastellig, composé de kastell : « château », suivi du suffixe diminutif -ig, soit : « petit château ».

## Géologie

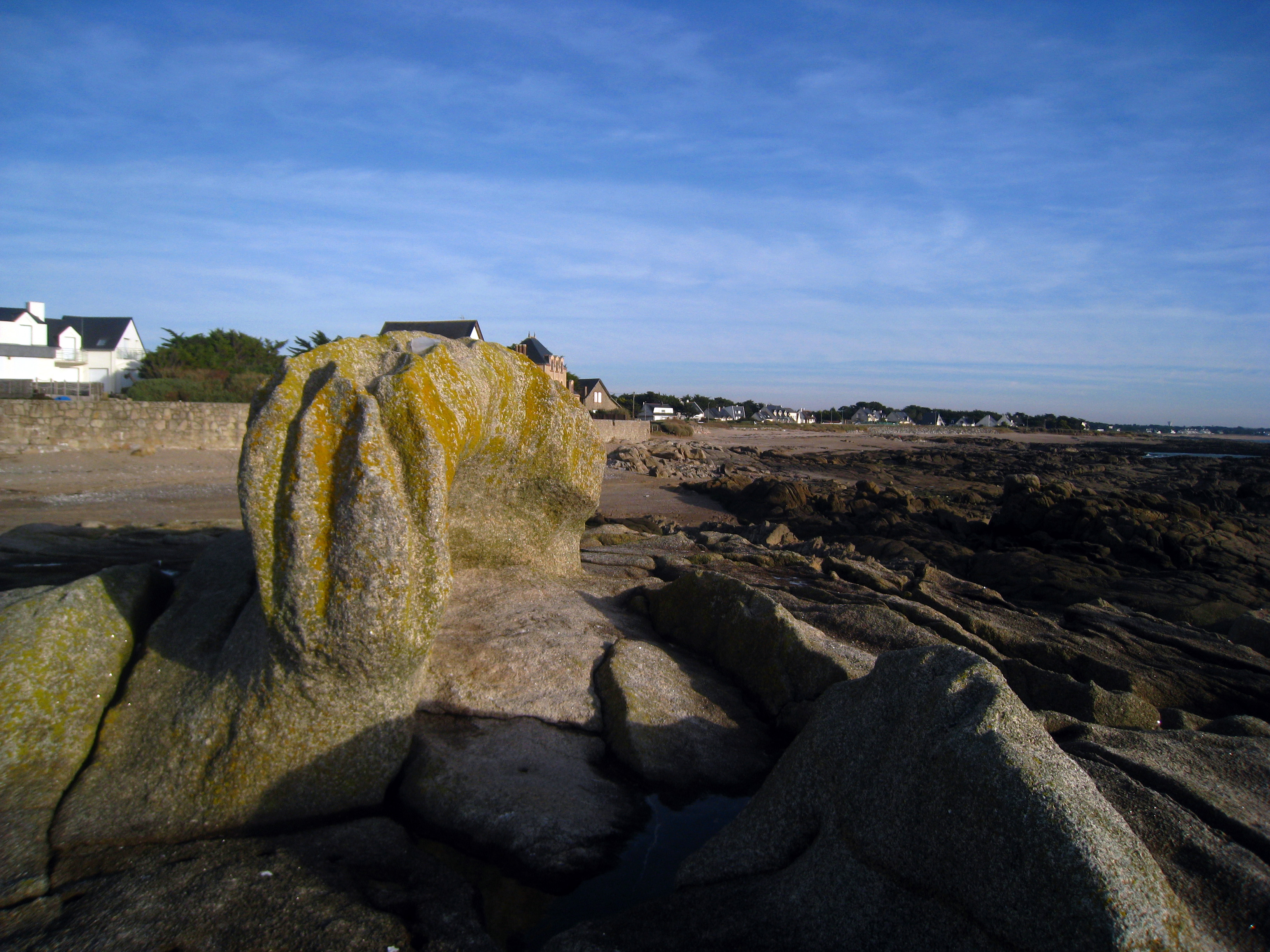
Le « tombeau d'Almanzor ».

Le littoral offre une coupe naturelle de roches métamorphiques et magmatiques dessinant au niveau de la pointe le pli synclinal de Piriac - ToulPort, large synforme dissymétrique à l'axe plongeant à l'ENE, entre le granite de Piriac au Nord et le granite de Guérande au Sud : série blastomylonitique de porphyroïdes (métarhyolites datées de l'Ordovicien inférieur, à matrice fine composée
de quartz, de feldspath et de micas blancs, emballant des porphyroclastes subautomorphes de
feldspath et dans une moindre mesure de quartz rhyolitique, aplatis et étirés dans le plan de
la schistosité principale, cette dernière étant localement déformée par de petits plis en chevron
auxquels est associée une schistosité de crénulation) ; unité de schistes et quartzites graphitiques (roches métamorphiques siliceuses à grain fin, de teinte sombre, bleu nuit à noir — phtanite — fréquemment litées, avec alternance de lits plurimillimétriques leucocrates ou sombres) ; associés aux quartzites, quelques écailles de micaschistes (métatufs et métatuffites finement foliés, essentiellement composés de quartz et de micas blanc, mais montrant, de plus, de fréquents petits clastes millimétriques de feldspath et parfois de quartz) ; filons de quartz filonien s'étendent sur 1 km environ, entre le « Trou du Moine Fou » et « La Mine » (au niveau de la pointe de Penhareng, les filons sont minéralisés irrégulièrement en cassitérite, quartz stannifère exploité au XIXe siècle ; le leucogranite de Guérande affecté par une schistosité subverticale très pénétrative.

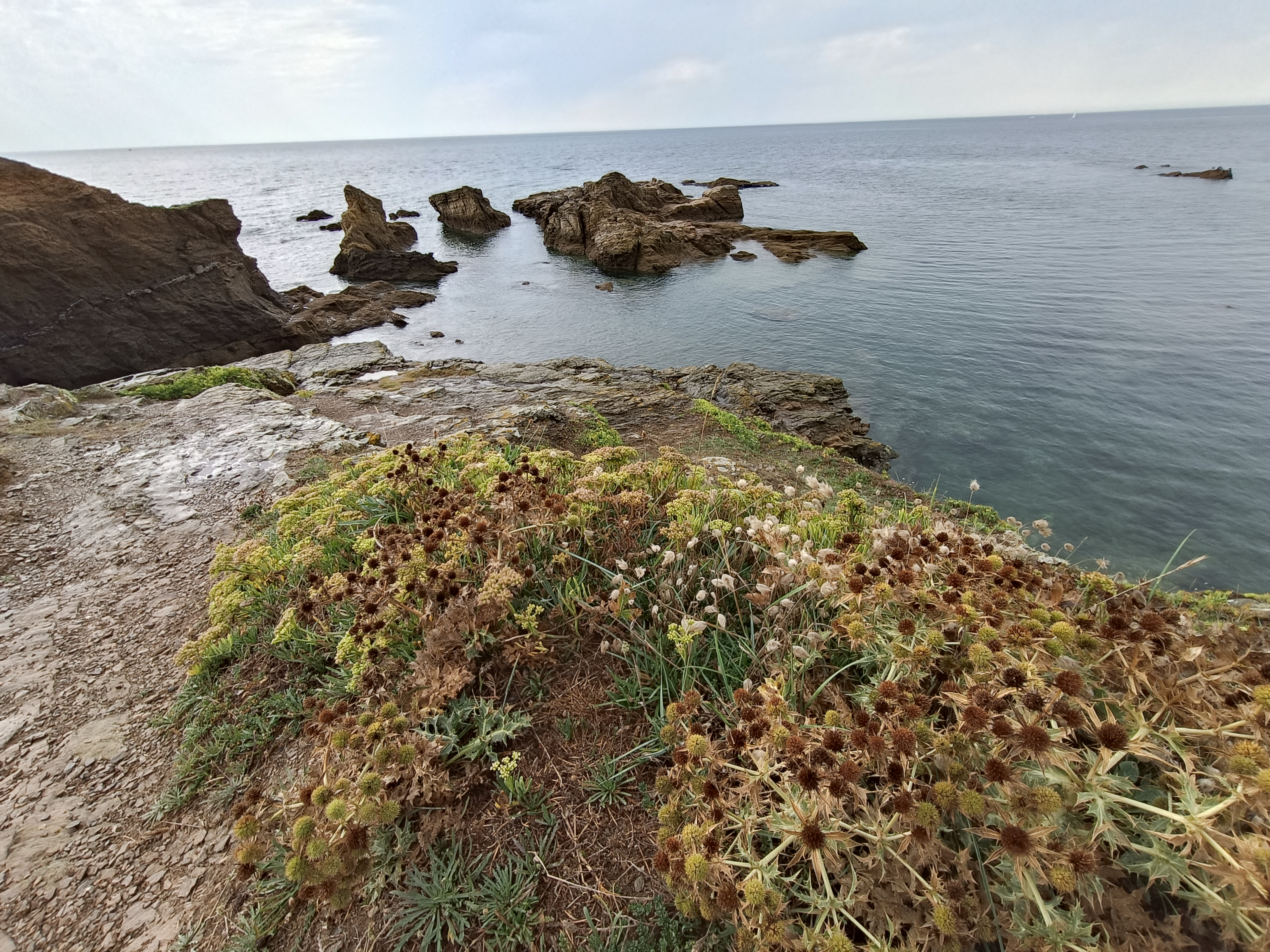
Côte découpée
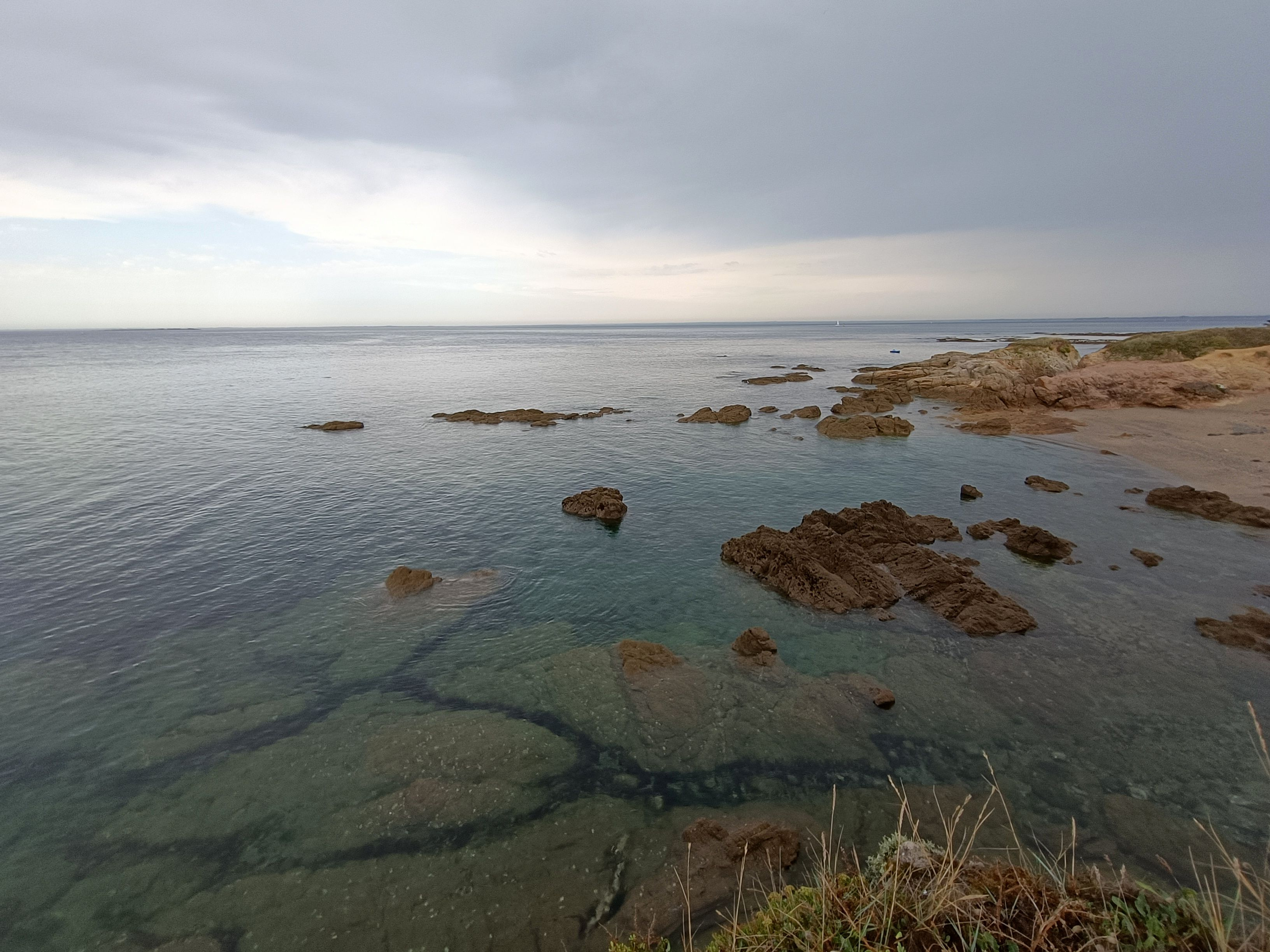
Affleurements rocheux

## Patrimoine et culture
« La pointe du castelli dévie la pluie. »

— Dicton local

### Microtoponymes

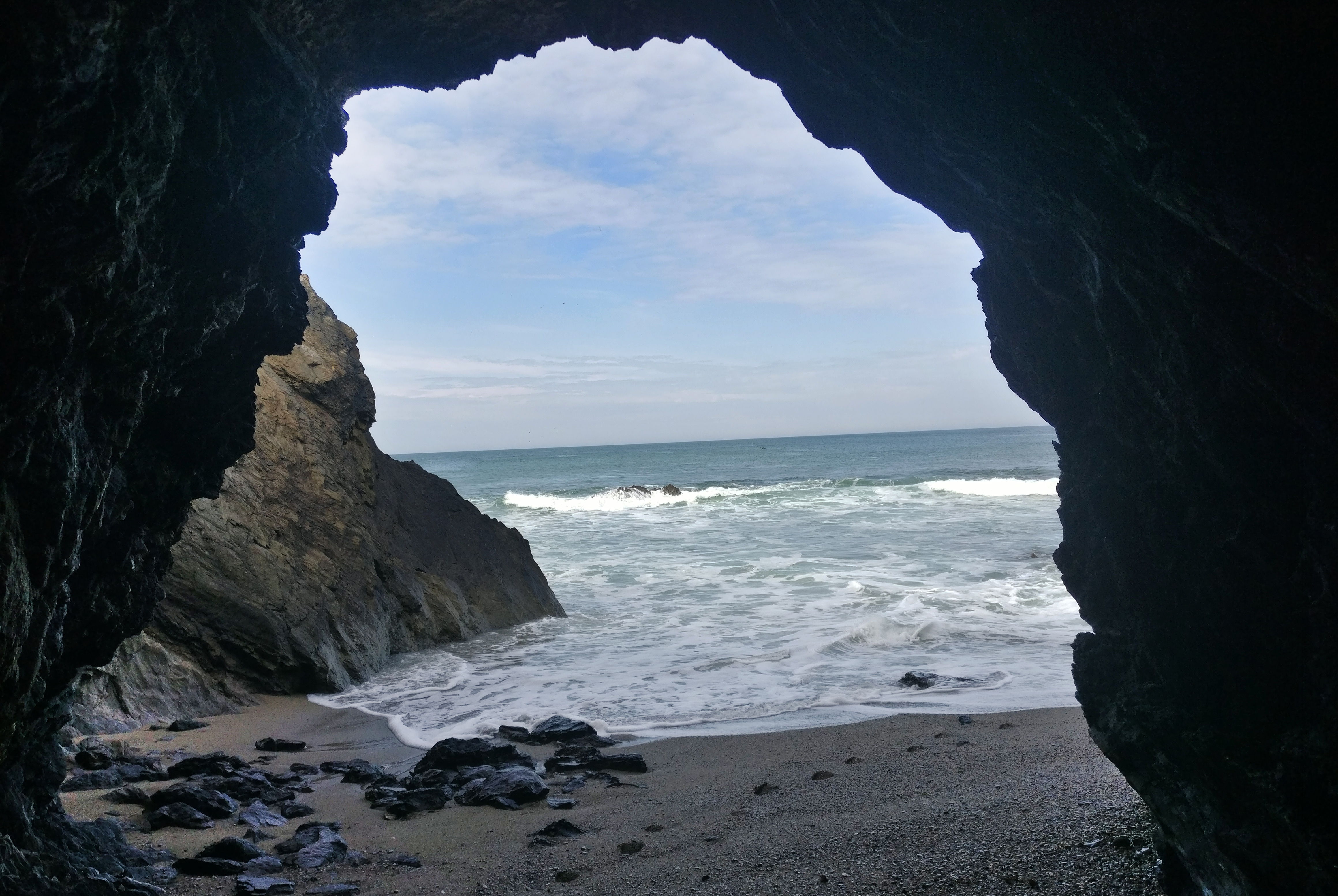
La grotte à Madame.

La « grotte à Madame » et le rocher du « tombeau d'Almanzor » sont des microtoponymes nourris par une légende locale popularisée par la poésie Promenade au Croisic, suivie d'Iseul et Almanzor, ou la Grotte à Madame de l'écrivain croisicais Auguste Lorieux publiée en 1828, à l’époque où le tourisme balnéaire se développe sur la côte : perchée sur ce rocher, Dame Yseult attendait chaque jour son mari Almanzor, seigneur de Lauvergnac, parti avec Saint Louis en Orient pour la huitième croisade. Attendant son bien-aimé, elle venait guetter l’horizon et s’abritait régulièrement du vent dans une grotte, devenue la « grotte à Madame ». De retour, le bateau du Croisé fut englouti par une tempête, son cadavre s'échouant au pied du rocher qui s'ouvrit pour le recueillir comme dans un tombeau se drapant d'un linceul de pierre. Ce géomythe a pu être inspiré  par les sillons courant au sommet et le long des flancs du rocher, et qui imitent le drapé d’un drap mortuaire sur un tombeau. Une autre légende locale raconte que ce mausolée est une ancienne dalle de sacrifices druidique, les rigoles ayant déversé le sang des victimes. En réalité, ce rocher est un tor granitique dont la tradition locale le dit sommairement aménagé, à l'époque pré-celtique ou celtique. La stagnation pratiquement permanente de l'eau de pluie enrichie du sel des embruns marins donne ces micromodelés granitiques : des cuvettes en forme de microcirques ou de vasques souvent ouverts sur les côtés par des rigoles issues de l'écoulement de l'eau qui en déborde.
Le rocher du Grinsard sur lequel se dresse le « tombeau d'Almanzor » est situé au niveau de la plage de la mine qui recèle également une autre curiosité géologique : un rocher traversé par un filon de pegmatite à texture harrisite (ou harrisitique, les cristaux de quartz et de feldspath ayant crû perpendiculairement aux bordures du filon), du nom d'une baie écossaise (the Harris Bay) de l'île de Rùm où cette structure a été décrite par Alfred Harker dans un complexe gabbroïque en 1908.
Le littoral révèle également de nombreuses « sculptures » taillées par la mer aux toponymes insolites que les gens du pays aiment raconter : leurs arrangements et leurs formes surprenants ont fécondé l'imaginaire populaire, d'où leurs noms locaux : au-delà la « grotte à Madame », on trouve les rochers « la Couette », « les Oreillers » et le « Chandelier », puis la « grotte du chat » et le « Passage de la mariée » (arche naturelle qui donnait accès à la plage du Poulaire, et dont le toit s'est écroulé) ; en franchissant la pointe au nord, on trouve les rochers les bayonnelles (inspirés peut-être des baïonnettes) et le « trou du moine fou » (ermite ? Moine surveillant les dames qui quittaient leurs vêtements dans cet abri pour prendre les bains de mer).

### Les Alguistes du Castelli
L'association Les Alguistes du Castelli, créée en 2005, organise des visites qui sensibilisent le public aux bienfaits des algues de la pointe et des estrans des communes de Piriac et Mesquer.